# Max Sieber

Max Sieber (rechts) und Showmaster Kurt Felix, im Hintergrund das Maskottchen «Teleboy» zur gleichnamigen Sendung (1974)

Max Sieber (* 1943 in Luzern) ist ein Schweizer Regisseur und Unterhaltungsproduzent.

## Leben und Arbeit
Max Sieber stiess 1965 zum Schweizer Fernsehen und wurde dort zum Regisseur und Sendeleiter ausgebildet. Bis 1972 realisierte er etwa 300 Informationssendungen. Von 1972 bis 2000 arbeitete als er als Regisseur und Produzent in der Abteilung «Unterhaltung» beim SRF. Ab dem Jahr 2000 war er interimistischer Leiter und von 2001 bis 2004 Leiter der Abteilung «Unterhaltung» beim Schweizer Fernsehen als Nachfolger von Marco Stöcklin. Ab 2005 arbeitete er als freier Regisseur und Produzent.
Er produzierte Samstag-Abend-Shows wie Teleboy, Iischtiige bitte, Supertreffer oder Duell. Ebenso zeichnete er für zahlreiche Sitcoms wie beispielsweise Fertig lustig oder Mannezimmer oder Quizsendungen wie Megaherz oder Eiger, Mönch und Kunz, Talksendungen wie Aeschbacher und Satiresendungen wie Viktors Spätprogramm.
Sieber war auch Regisseur bei vielen Samstagabendsendungen von ARD, ZDF, RTL, des Bayerischen Rundfunks und des Süddeutschen Rundfunks. Beispielsweise inszenierte er 75 Folgen von Verstehen Sie Spaß? mit Kurt Felix. Ebenso führte er Regie in der Show Holiday on Ice für BBC London. In den 80er Jahren war Max Sieber Regisseur in internationalen Sendungen wie Stars in der Manege oder Spiel ohne Grenzen und in den Filmen «Hotel» und «Die Grafen» mit Rolf Knie und Gaston Häni.
Max Sieber inszenierte ebenso Theater und Musicals wie das Keep Cool mit Marco Rima oder das Westernmusical Jeff mit Jeff Turner. Im Winter 2000 produzierte er mit André Béchir die Weihnachtsshow «Himmel auf Erden» mit Rolf Knie, René Rindlisbacher und Erich Vock. Er führte Regie in der seit 3. November 2009 neu aufgeführten «Die kleine Niederdorfoper».
Insgesamt hat Max Sieber ca. 300 Samstagabend-Shows und ca. 800 weitere Unterhaltungssendungen, Hallenshows, Theaterproduktionen und Konzertaufzeichnungen für 11 verschiedene Veranstalter und Fernsehstationen in der Schweiz, in Deutschland, Frankreich, England und Russland realisiert.

## Filmografie

### Fernsehen
- Duell
- Ischtiige bitte
- Grüezi mitenand
- Supertreffer
- Teleboy mit Kurt Felix (Schweizer Fernsehen)
- Ein Leben für den Circus (Circusgala) für Fredy Knie
- BENISSIMO (Lotterieshow) mit Bernard Turnheer
- Stars in der Manege (Bayerischer Rundfunk)
- Spiel ohne Grenzen
- Die Narren sind los (ZDF) mit Dieter Thomas Heck
- Melodien für Millionen (ZDF) mit Dieter Thomas Heck
- Zum blauen Bock (Hessischer Rundfunk) mit Heinz Schenk
- Verstehen Sie Spass (SRD Stuttgart) mit Kurt Felix und Harald Schmidt
- Holiday on Ice (BBC London)
- Echo-Verleihung (MDR)
- ARD Wunschkonzert (NDR Hamburg)
- King’s Singers (SDR Stuttgart)
- Jose Carreras in Luzern (ZDF)
- Jose Carreras in Moscou (Gostelradio Moskau)
- Gala for Armenia (Gostelradio Moskau)

### Kino
- Pantha rei
- Traumschiff
- Galleria
- Hotel
- Die Grafen
- Vernissage
- Legends

## Theater
- 1. Juli 1993 Premiere von „Keep Cool“ in Zürich; Schweizertournee und im eigenen „Keep-Cool-Theater“ in Winterthur. Anschliessend 2 Jahre durchgehend im eigenen Haus in Köln. Bis Sommer 1996 ca. 450'000 Zuschauer.
- 18. Januar 1995 Premiere von „Jeff“ in Winterthur. 75 Vorstellungen in Winterthur und Zürich vor mehr als 50'000 Zuschauern.

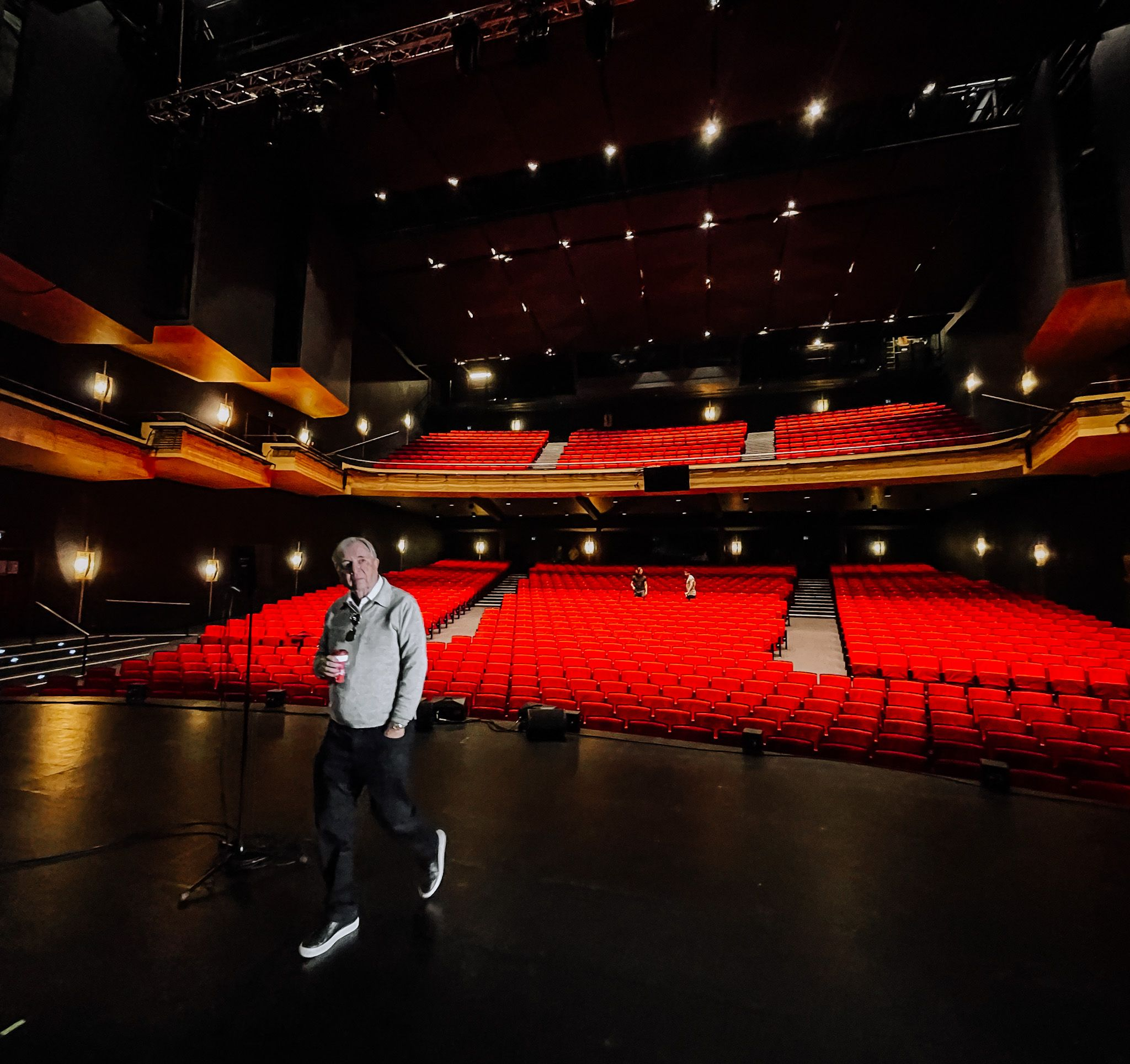
Max Sieber bei den Proben für HEIWEH FERNWEH im Musical Theater Basel, April 2022

- Im Winter 2000, Gründung der Zürcher Weihnachtsshow „Himmel auf Erden“ mit Andre Béchir.Max Sieber bei den Proben für HEIWEH FERNWEH im Musical Theater Basel, April 2022In den Jahren 2000, 2002 und 2004 besuchten über 200 000 Zuschauer die Shows mit Rolf Knie, René Rindlisbacher und Erich Vock im Zelt auf der offenen Rennbahn Oerlikon.
- 3. November 2009. Premiere von „Die kleine Niederdorfoper“ mit Erich Vock, Hubert Spiess, Sven Epiney, Maya Brunner, Viola Tami und weiteren 24 Darstellern. Bis März 2014 über 300 ausverkaufte Vorstellungen mit über 120 000 Zuschauern.
- 16. Februar 2012.  Künstlerischer Berater für „La Cage aus folles“ im Bernhard Theater in Zürich
- Im Sommer 2012 Bearbeitung und Inszenierung des Musicals „TITANIC“  für die Thuner Seespiele, mit 120 Darstellern und 26 Musikern. Die mit 10 Millionen Franken teuerste und  erfolgreichste Produktion seit Bestehen der Seespiele mit  über 90 000 Zuschauern.
- 4. November 2015 „Stägeli uf Stägeli ab“ Ein Musical von Erich Vock mit der Musik von Arthur Beul im Bernhard Theater Zürich
- 2019 „Heiweh – Fernweh“ Autor und Regisseur eines neuen Musicals mit den schönsten Schweizer Hits der letzten 20 Jahre. Premiere am  8. Dezember 2019 in der Messehalle 1 in Luzern. Weitere Vorstellungen ab April 2022 in Zürich, Bern, Basel

## Bühnenshows
- November 2005 Inszenierung der „Eröffnungsshow Hallenstadion Zürich“.
- 2008 bis 2010 Inszenierung des „Elite Model Look“ für Carre und Marquard Event Promotion.
- 10. Dezember 2011. Die grösste Gala des Jahres: „100 Jahre SCHWEIZER ILLUSTRIERTE“ im KKL in Luzern. 2 Stunden Show mit James Blunt, Il Divo, Udo Jürgens, Pepe Lienhard.

## Festivals
Teilnahme mit 4 Beiträgen für die SRG an der „Rose d’Or Montreux“, dem grössten Unterhaltungsfestival der Welt. 
- „Bronzenen Rose“ und „Chaplin-Preis“ für „THAT’s TV“
- „Chaplin-Preis“ für „HOTEL“
- „Special Mention“ für die originellste Sendung „SWISSMAD“.

## Preise
- «Bronzene Rose» und «Chaplin-Preis» bei der Rose d’Or in Montreux.
- Prix Walo 1980 und Goldener Tell für Teleboy.
- Prix Walo 1993 für die beste Bühnenproduktion Keep Cool.
- Prix Walo 1999 für Benissimo.
- “PRIX WALO 2010” für die Beste Bühnenproduktion „Die kleine Niederdorfoper“
- Nomination für “PRIX WALO 2020” für die beste Bühnenproduktion „HEIWEH – FERNWEH“